# ブラック・ミュージック・リヴュー
ブラック・ミュージック・リヴュー（Black Music Review、略称:bmr）は、スペースシャワーネットワークが発行していた月刊の黒人音楽専門雑誌。R&B、ファンク、ヒップホップなどのジャンルをカバーしていた。2011年以降は休刊し、ウェブサイトの運営のみとなっている。

## 歴史
1973年に日暮泰文が創刊したブルース専門誌「ザ・ブルース」が前身。1981年に現在の誌名に変更。以後、幅広いサウンドを取り上げ、黒人音楽の総合誌的な内容となった。
1993年、12月号より誌面をリニューアル。翌年6月に同誌増刊号としてブルースとソウルの専門誌「ブルース&ソウル・レコーズ」（BSR）が創刊されると、bmrはブルース、ディープ・ソウル、ゴスペルなどの色が薄まり、より新しい黒人音楽に注力するようになっていった。
1999年11月号で再びリニューアルが行われた。A5からB5へとサイズがひとまわり大きくなり、略称「bmr」が前面に押し出されるようになった。（但し正式な雑誌名は変更されていない。）また、このリニューアル以降、基本的にブルースは取り上げなくなり、BSR誌とほぼ完全に棲み分けがされるようになった。
2000年11月号より、雑誌のタイトルを『Black Music Review』から『bmr』に正式に改名。
2003年には、日本国内のヒップホップ、R&Bを扱っていた増刊『SPARKLE』を本誌に統合。2007年にも誌面のリニューアルを行った。
2011年10月、スペースシャワーネットワークがブルース・インターアクションズの全事業を譲受。同社出版事業本部（スペースシャワーパブリッシング）が担当した。
2011年11月発売の12月号をもって月刊での発行を終了した。以降はウェブサイト「bmr.jp」の運営に切り替わった。2012年12月、ウェブサイトをシンプルに「bmr」と改名した。
2019年4月より運営と所有は「スペーシャワーネットワーク」から、編集長の丸屋九兵衛へと切り替わった。